# 八戸レッズ
八戸レッズ（はちのへレッズ）は、日本の女子アイスホッケーチーム。青森県八戸市を本拠地とする。

## 歴史
- 1989年 - 1987年に解散した丸光女子アイスホッケークラブを前身として結成[1]。
- 1991年当時の所属選手は八戸市立市民病院の看護師が多かった[2]
- 2014年 - 全日本選手権B優勝でA昇格を決める[3]。

## メンバー

### スタッフ
- 監督：栃木 栄志
- コーチ：山村 正孝
- コーチ：田名部 裕介
- GM：金浜 洋子

### 選手
GK
- 98 桐渕 絵理
- 44 近藤 鈴華
- 55 古舘 典佳
- 1 楢山 日彩

DF
- 3 庄子 愛佑美
- 14 宮崎 愛莉
- 11 川村 祐希
- 15 田中 涼子
- 24 蛯名 綾香

FW
- 17 堀内 彩妃
- 22 林 茉奈美
- 19 日向 蘭
- 7 三村 美海
- 9 近藤 琴巴
- 27 高崎仁衣菜
- 23 フィールド 碧海
- 21 藤森 晶

### 過去の主な所属選手
- 近藤陽子